# Ethiopia International 2016
Die Ethiopia International 2016 im Badminton fanden vom 30. September bis zum 2. Oktober 2016 in Addis Abeba statt.

## Sieger und Platzierte
| Disziplin    | Gold                          | Silber                                | Bronze                                 |
| ------------ | ----------------------------- | ------------------------------------- | -------------------------------------- |
| Herreneinzel | Rosario Maddaloni             | Rudolf Dellenbach                     | Matteo Bellucci                        |
| Herreneinzel | Rosario Maddaloni             | Rudolf Dellenbach                     | Teklu Endale                           |
| Dameneinzel  | Menna Eltanany                | Ogar Siamupangila                     | Silvia Garino                          |
| Dameneinzel  | Menna Eltanany                | Ogar Siamupangila                     | Lisa Iversen                           |
| Herrendoppel | Matteo Bellucci Fabio Caponio | Lukas Osele Kevin Strobl              | Chongo Mulenga Kalombo Mulenga         |
| Herrendoppel | Matteo Bellucci Fabio Caponio | Lukas Osele Kevin Strobl              | Markos Demis Asnake Getachew Sahilu    |
| Damendoppel  | Silvia Garino Lisa Iversen    | Evelyn Siamupangila Ogar Siamupangila | Kidist Hailu Berhanu Samrawit          |
| Damendoppel  | Silvia Garino Lisa Iversen    | Evelyn Siamupangila Ogar Siamupangila | Tigist Getachew Yerusksew Legssey Tura |
| Mixed        | Ahmed Salah Menna Eltanany    | Topsy Phiri Elizaberth Chipeleme      | Asrar Seid Yerusksew Legssey Tura      |
| Mixed        | Ahmed Salah Menna Eltanany    | Topsy Phiri Elizaberth Chipeleme      | Yakob Surafel Tigist Getachew          |